# Ed Ronan
Edward Ronan (Quincy, 21 marzo 1968) è un ex hockeista su ghiaccio statunitense, vincitore della Stanley Cup con la maglia dei Montreal Canadiens.

## Carriera
Ed Ronan giocò presso la Phillips Academy, per poi iscriversi nel 1987 alla Università di Boston, totalizzando 97 punti in quattro stagioni disputate. Sempre nel 1987 fu scelto all'undicesimo giro in 227ª posizione assoluta dai Montreal Canadiens.
Nelle prime due stagioni alternò presenze in NHL con altre in AHL, presso la formazione affiliata dei Fredericton Canadiens. Nella stagione 1992-1993 prese parte alla campagna che si concluse con la conquista della ventiquattresima Stanley Cup nella storia della franchigia di Montréal. In totale Ronan giocò quattro stagioni con i Canadiens, raccogliendo 168 presenze e 37 punti.
Nella stagione 1995-1996 fu scelto dai Winnipeg Jets fra i waivers dei Canadiens, collezionando tuttavia solo 17 presenze senza punti; trascorse parte della stagione in AHL con i Springfield Falcons. La stagione successiva fu ingaggiato invece dall'organizzazione dei Buffalo Sabres; al termine di una buona stagione regolare con la maglia dei Rochester Americans Ronan fu richiamato dai Sabres per rinforzare la squadra nel corso dei playoff. Concluse la propria carriera al termine della stagione 1997-98, disputata con i Providence Bruins.

## Palmarès

### Club
- Stanley Cup: 1

Montreal: 1992-1993